# René Zazzo
René Zazzo (* 27. Oktober 1910 in Paris; † 20. September 1995 in Perros-Guirec, Département Côtes-d’Armor) war ein französischer Psychologe.

## Leben und Wirken
Zazzo kam aus bescheidenen Verhältnissen und absolvierte seine Schulzeit in Paris. Im Anschluss daran begann er ein Studium an der Sorbonne, das er sich durch verschiedenste Arbeiten verdienen musste.
1933 wurde Zazzo promoviert und kam durch die Unterstützung seiner Lehrer Émile Meyerson und Henri Wallon mit einem Stipendium an die Yale University zu Arnold Gesell, der sich zu dort um die Kinderpsychologie verdient machte. In Paris heiratete Zazzo Bianka Goldminc (1915–2007), die Tochter polnischer Exilanten.
Nach seiner Rückkehr nach Frankreich bekam Zazzo eine Anstellung beim Centre national de la recherche scientifique (CNRS) und parallel dazu einen Lehrauftrag an der École pratique des hautes études. Während der deutschen Besetzung arbeitete Zazzo am Hôpital Henri Rousselle. Zazzo unterstützte die Résistance und auf Bitten des Arztes Jacques Solomon (1908–1942) schloss er sich auch der Université libre an.
Nach Kriegsende erarbeitete Zazzo zusammen mit Henri Wallon ein Programm der Schulpsychologie das auf den Arbeiten Alfred Binets basierte. 
1955 wählte man Zazzo zum Präsidenten der Société française de psychologie und ein weiteres Mal 1977. Politisch interessiert sprach sich Zazzo gegen den Algerienkrieg aus und gehörte im September 1960 zu den ersten Unterzeichnern des Manifests der 121. 
1960 berief man Zazzo zum Präsidenten der Groupement français d’études de neuro-psychopathologie infantile.
Am 20. September 1995 starb René Zazzo in Perros-Guirec und fand dort auch seine letzte Ruhestätte.

## Schriften (Auswahl)
- Psychologues et psychologies d'Amérique (Nouvelle encyclopédie philosophiques; Bd. 29). PUF, Paris 1942.
- Le devenir de l'intelligence (Bibliothèque de philosophie contemporaine). PUF, Paris 1946.
- Intelligence et quotients d'âges (Bibliothèque de philosophie contemporaine). PUF, Paris 1946.
- Les jumeaux, le couple et la personne. PUF, Paris 1960.

1. L'individuation somatique. 273 S.
2. L'individuation psychologique. S. 276–742.

- Conduites et conscience. Delachaux & Nestle, Neuchâtel 1960/68

1. Psychologie de l'enfant et méthode génétique. 1962.
2. Théorie et pratique en psychologie. 1968.

- zusammen mit Michel Gilly und Mina Verba-Rad: Nouvelle echelle métrique de l'intelligence Collin, Paris 1960/66.

1. Principes de construction et d'utilisation. 1960.
2. Technique d'application. 1968.

- De garçons de 6a 12 ans. PUF, Paris 1969.
- Les débilités mentales (Collection U). Collin, Paris 1979.